# Nová Ves u Světlé
Pour les articles homonymes, voir Nová Ves.
Nová Ves u Světlé (en allemand : Thunisch Neudorf) est une commune du district de Havlíčkův Brod, dans la région de Vysočina, en Tchéquie. Sa population s'élevait à 558 habitants en 2020.

## Géographie
Nová Ves u Světlé se trouve à 4 km au sud-est de Světlá nad Sázavou, à 12 km à l'ouest-nord-ouest de Havlíčkův Brod, à 30 km au nord-nord-ouest de Jihlava et à 87 km à l'est-sud-est de Prague.
La commune est limitée par Příseka au nord, par la Sázava, un affluent de la Vltava, et la commune de Pohleď au nord-est, par Okrouhlice au sud-est, par Krásná Hora au sud, et par Světlá nad Sázavou à l'ouest.

## Histoire
La première mention écrite de la localité date de 1378.